# Кириченко Сергій Олександрович (народний депутат України)
Сергій Олександрович Кириченко (*19 травня 1961, м. Херсон, Українськая ССР, нині Україна) — український політик, народний депутат України 2-го й 3-го скликань. Голова Херсонської профспілки «Народний контроль», депутат Херсонської міської ради 1-го та 5-го скликань. Заслужений юрист України, кандидат юридичних наук, адвокат Херсонської обласної колегії адвокатів.

## Біографія
Народився 19 травня 1961 року у місті Херсон.
У 1979 р. закінчив з відзнакою Херсонське середнє профтехучилище № 2 за спеціальністю арматурник-електрозварник 4-го розряду.
З 1979 по 1981 рр. проходив дійсну строкову службу в лавах Радянської Армії.
З грудня 1981 р. по вересень 1985 р. працював в органах внутрішніх справ в підрозділах патрульно-постової служби та по охороні державних будинків. В 1985—1989 р. працював формувальником цеху бетонних виробів.
У 1989 закінчив Одеський державний університет ім. І. І. Мечнікова за спеціальністю юрист-правознавець.
З 1989 року по травень 1994 р. — юрисконсульт Херсонського домобудівного комбінату

### Депутатська діяльність
З квітня 1990 р. по квітень 1994 р. — народний депутат Херсонської міської ради народних депутатів, Голова Комісії з питань прав людини, гласності та референдумів, Заступник Голови постійної Комісії з питань реабілітації жертв політичних репресій в Україні.
З травня 1994 р. по травень 1998 р. — народний депутат України II-го скликання Верховної Ради України, член Комітету з питань боротьби з організованою злочинністю і корупцією.
З травня 1998 р. по травень 2002 р. — народний депутат України III-го скликання Верховної Ради України, Голова Підкомітету з питань прав людини Комітету Верховної Ради України з питань прав людини, національних меншин і міжнаціональних відносин.
У 2001 р. в Київському національному університеті імені Тараса Шевченка на підставі прилюдного захисту дисертації на тему «Співвідношення соціальної правової держави і громадянського суспільства в умовах сучасної України» присуджено науковий ступінь кандидата юридичних наук зі спеціальності «Теорія та історія держави і права; історія політичних і правових учень».
У листопаді 1996 р. за значний особистий внесок у розробку і прийняття Конституції України, активну законотворчу роботу присвоєно почесне звання «Заслужений юрист України».
З вересня 2002 року викладав «Цивільне право» доцентом на кафедрі економіко-правових дисциплін соціально-правового факультету Херсонського державного університету.
З квітня 2006 р. по жовтень 2010 року – депутат Херсонської міської ради V-го скликання від виборчого Блоку Сергія Кириченка «Громадський контроль», голова фракції цього блоку у Херсонській міськраді. Голова постійної депутатської комісії міської ради: Мандатна, з питань депутатської діяльності, етики, законності, правопорядку, прав людини.
Капітан юстиції в запасі Міністерства оборони України.

### Особиста позиція
Головною проблемою у припиненні кризових явищ, як в Україні, так і в більшості країн світу, у
взаємовідносинах громадянина і влади, С.Кириченко вважає питання моральності політики та справедливого забезпечення пропорційної присутності у владі кожної із держав, представників корінного населення країни.
Якщо є повага до людини, якщо людина стоїть в центрі уваги суспільства і держави, то всі інші питання вирішуються і легше, і швидше. Головне, щоб виборче законодавство змінилося в бік припинення практики «обрання» на вищі посади у кожній із держав представників одного, так званого «обраного народу». Не по принципу відносної більшості одного кандидата серед інших, а по більшості голосів від кількості виборців округу населення кожної із країн за переможного кандидата, обирає своїх представників у владу за принципом «влада належить народу», а не по лукавому принципу «народ – джерело влади».
Шлях до утвердження таких взаємостосунків пролягає через відродження природних знань, відтворення стертих та знищених примусом і кровавим насиллям традицій і культури усіх корінних народів на кожній із своїх споконвічних територій. Глобалізм у політиці, економіці, який неправдою і силою нав’язують члени однієї малочисельної етнічної команди, вже вичерпав себе повністю. Якщо і далі світ буде однополярним, замкнутим виключно на один біблійний проект та їхню команду, то розруха, війни, зростаюча прірва між багатими та бідними – будуть зростати нескінченно. Світ людей, як і світ природи, повинен стати таким же справедливим, повним гармонії і позбавленим можливості малочисельної купки слабаків пригнічувати та паразитувати над усім здоровим численним організмом людства. Існування капіталізму повинно бути припинене, як умова експлуатації людини людиною. Є більш справедливі і гуманні форми суспільно-економічного устрою країн світу.
В регіональній політиці Таврійського краю вважає за найактуальніше скоріше відтворення місцевої національної еліти саме більшості корінного населення, як провідника інтересів населення Херсонщини в галузях культури, економіки, політики, духовності та представництва і захисту цих інтересів на усіх рівнях органів місцевого самоврядування і державної влади. Відтворення регіональних еліт на моральних принципах і засадах, подібно авторитету старійшин в громадах, які віками діяли серед наших предків, - запорука недопущення інородців до місцевої і центральної влади, гарантія привнесення необхідного миру і стабільності по усій вертикалі і горизонталі суспільства в Україні.

### Розроблені та внесені на розгляд Верховної Ради законопроекти
Про внесення доповнень до Виправно-трудового кодексу України (07.06.95)
Про внесення змін і доповнень до статті 4 Закону України «Про підприємництво» (щодо надання послуг по охороні об'єктів державної власності) (05.05.95)
Проект Закону України «Про Уповноваженого з прав людини (Захисника прав громадян)» (30.08.95)
Про внесення змін і доповнень до деяких законодавчих актів України стосовно порядку застосування запобіжного заходу щодо до депутата Верховної Ради Республіки Крим та депутата місцевої Ради (02.07.96)
Проект Соціального Кодексу України (29.12.97)
Про внесення змін до Закону України « Про вибори народних депутатів України» (04.01.98)
Про порядок введення в дію Закону України " Про внесення змін і доповнень до деяких законодавчих актів України щодо відповідальності депутатів (02.07.96)
Про Положення про Погоджувальну раду депутатських груп і фракцій Верховної Ради України (10.07.96)
Про створення телерадіоорганізації Суспільного мовлення України (10.10.97)
Про захист інтересів національного телерадіовиробництва (10.10.97)
Про проект Закону України про внесення змін до Закону України «Про податок на додану вартість» (стаття 5, підпункт 5.1.10) (03.11.97)
Про створення Громадської ради телерадіоорганізації Суспільного мовлення України (24.12.97)
Про введення в дію Закону України "Про внесення змін до Закону України «Про вибори народних депутатів України» (04.01.98)
Під час роботи Верховної Ради України третього скликання (1998—2002 рр.) народним депутатом України С.Кириченко внесено зокрема такі проекти законів та постанов: Проект Закону України «Про державну підтримку малого підприємництва» (22.03.2000)
Про перерахування заробітку народних депутатів України за травень 1998 року (01.06.1998)
Про Основи законодавства України про соціальний захист населення (18.06.1998)
Про Основи соціального та правового захисту дітей в Україні (18.06.1998)
Про посилення гарантій захисту прав і законних інтересів суб'єктів підприємницької діяльності (18.06.1998)
Про державну підтримку малого підприємництва недержавної форми власності в сфері виробництва, науки і надання послуг (18.06.1998)
Проект Соціального кодексу України (16.06.1998)
Про внесення змін до статті 7 Закону України «Про оподаткування прибутку підприємств» (09.04.1999)
Про Положення про Погоджувальну раду фракцій та депутатських груп Верховної Ради України (25.02.1999)
Про вибори народних депутатів України (21.10.1998)
Про введення мораторію на виконання смертних вироків і внесення змін і доповнень до деяких законодавчих актів України (11.11.1998)
Про проект Закону України про введення мораторію на виконання смертних вироків і внесення змін і доповнень до деяких законодавчих актів України (02.12.1999)
Про внесення змін і доповнень до статті 24 Закону України «Про міліцію» (15.02.1999)
Про відрахування 50 відсотків заробітної плати народних депутатів України у Фонд гуманітарної допомоги постраждалим від конфлікту в Югославії (24.04.1999)
Про внесення змін і доповнень до Декрету Кабінету Міністрів від 21.01.93 N7-93 «Про державне мито» (23.09.1999)
Про внесення змін до деяких законів України (23.09.1999)
Про внесення змін до пункту 3 статті 4 Закону України «Про джерела фінансування органів державної влади» (28.09.1999)
Про створення тимчасової спеціальної комісії, передбаченої частиною другою статті 9 Закону України «Про Уповноваженого Верховної Ради України з прав в людини» (28.11.1999)
Про внесення змін і доповнень до деяких Законів України (стосовно операцій з металобрухтом) (06.07.2000)
Про внесення змін і доповнень до деяких законів України (стосвно операцій з металобрухтом) (07.04.2000)
Про мікрокредитування суб'єктів малого підприємництва спеціалізованими установами (16.11.2000)
Про внесення деяких змін до Закону України «Про вибори депутатів місцевих рад та сільських, селищних, міських голів» (29.11.2000)
Про громадський контроль (13.07.2001)